# Galeotto Manfredi
Galeotto Manfredi (* 1440 in Faenza; † 31. Mai 1488 ebendort) war ein italienischer Condottiere und Herr von Faenza.

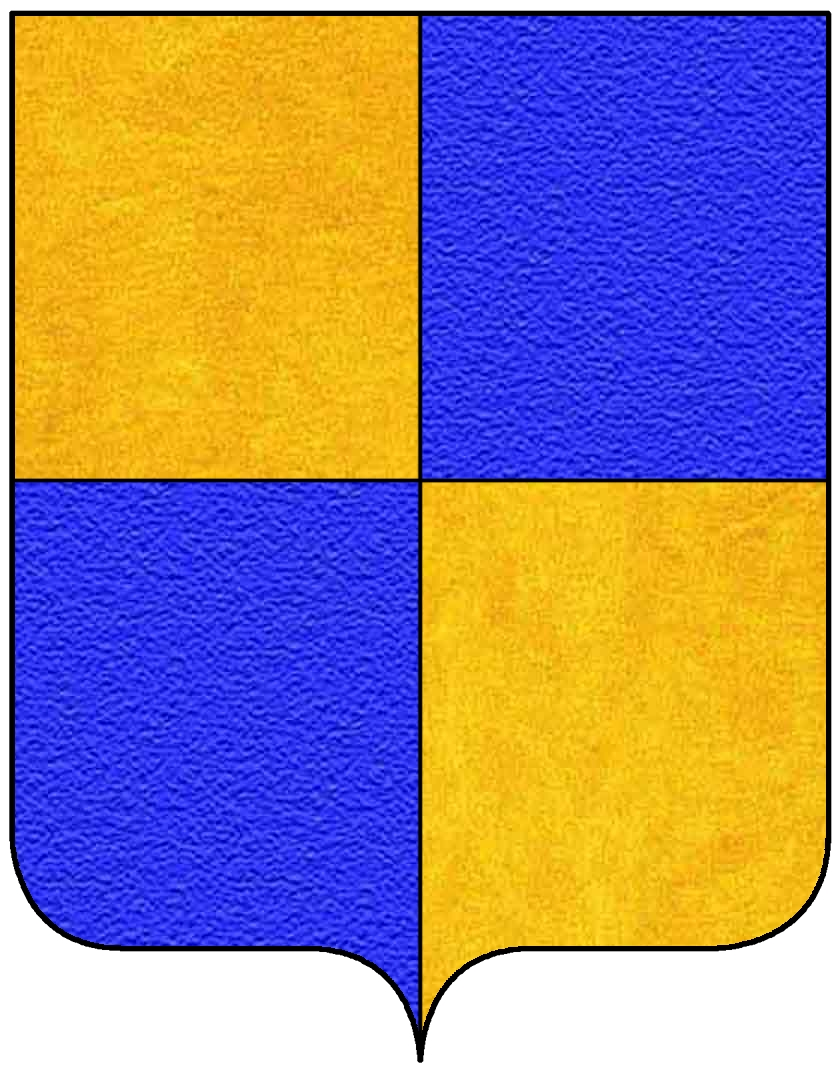
Wappen der Familie Manfredi

## Leben

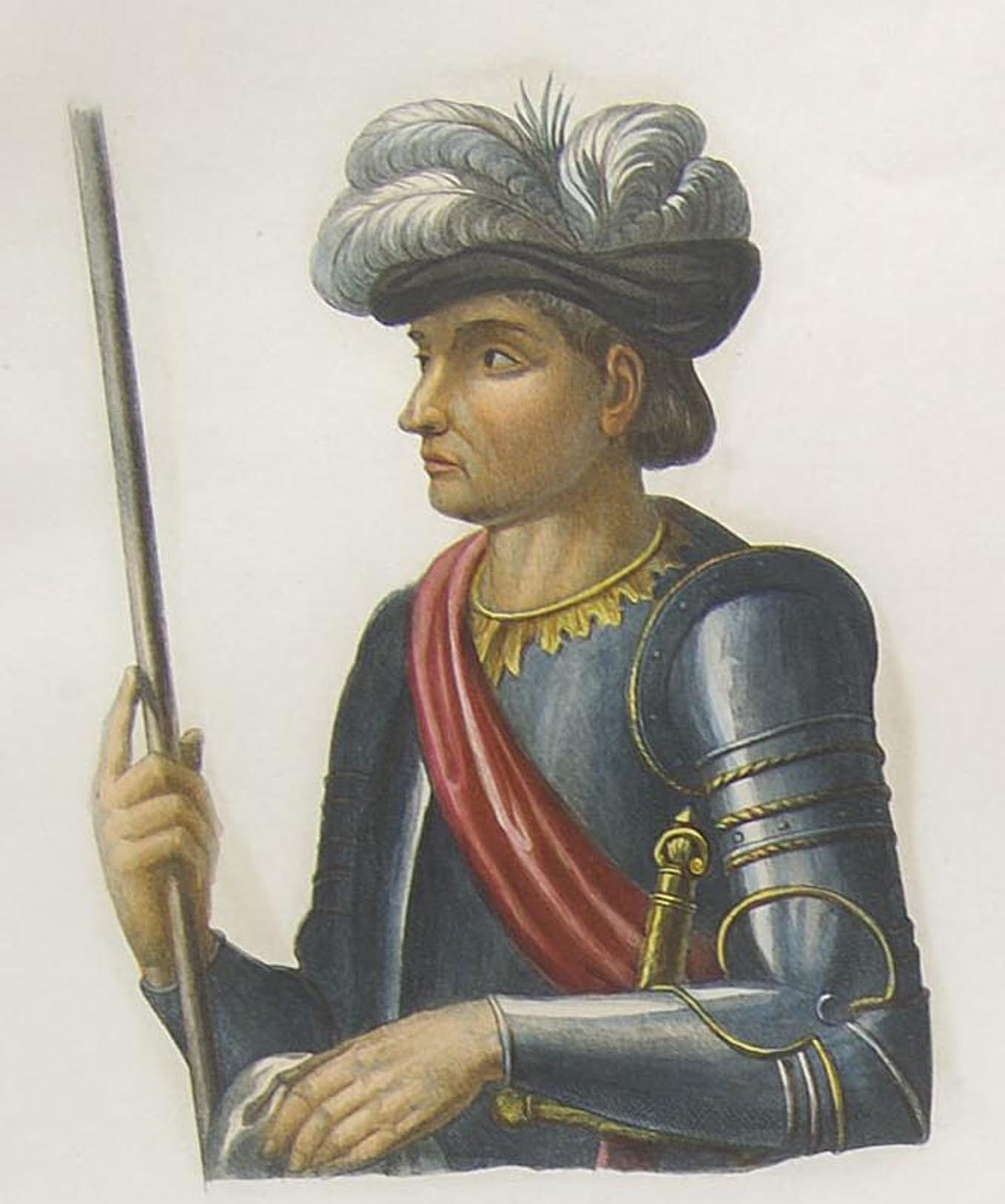
Galeotto Manfredi

Er wurde in Faenza als zweiter Sohn von Astorre II. Manfredi und Giovanna Vestri, der Tochter von Ludovico Graf von Cunio, geboren, sein um ein Jahr älterer Bruder war Carlo II. Manfredi.
Nach Beendigung seiner Studien in Ferrara begleitete er 1452 seinen Vater und seinen älteren Bruder Carlo nach Bologna, wo er vom römisch-deutschen König Friedrich III. zum Ritter geschlagen wurde.
In den Jahren 1462–1463 nahm er mit Astorre am Romagna-Feldzug gegen Sigismondo Malatesta teil und schloss 1467 als Bevollmächtigter seines Vaters ein Abkommen mit Bartolomeo Colleoni.
Nach dem Tod seines Vaters im Jahr 1468 zog er nach Faenza, wo er zusammen mit seinem Bruder Carlo von den Einwohnern als Herrscher anerkannt wurde. Er erhielt vom Papst das Vikariat der Stadt.
Galeotto Manfredi hatte sich dem Militär verschrieben und blieb 1468–69 zusammen mit Pino III. Ordelaffi und Borso d’Este auf der Seite Venedigs. 1471 wurde sein Bruder Federico Bischof van Faenza. Durch das starke Bündnis zwischen seinen Brüdern blieb er zunehmend von der Regierung ausgeschlossen und musste schließlich zu seinem Schwager Ordelaffi nach Forli flüchten. Nachdem Carlo 1477 schwer erkrankte ging die Regentschaft auch formell in die Hände Federicos über. Diese Situation verletzte die Rechte von Galeotto, der als legitimer Erbe im Testament von Astorre vorgesehen war. Mit Unterstützung von Lorenzo de’ Medici drang er im Oktober 1477 in das Gebiet von Faenza ein und besetzte zunächst Granarolo. Nachdem das Volk gegen Carlo und vor allem Federico aufbegehrt hatte marschierte er in Faenza ein und wurde am 17. November zum Herrscher von Faenza ernannt. Carlo suchte zunächst Zuflucht in der Festung und kapitulierte zwischen dem 7. und 8. Dezember endgültig. Galeotto wurde damit zum Herrscher über Faenza.
Nachdem im Jahr 1480 dem Grafen Girolamo Riario nach Imola auch Forli in die Hände gefallen war, band sich Galeotto noch enger an Florenz, indem er einen Vertrag mit der von Mailand, Neapel und Florenz gebildeten Liga abschloss.
Im Jahr 1481 heiratete er die 14-jährige Francesca Bentivoglio, Tochter von Giovanni Bentivoglio, Herr von Bologna. Lorenzo de’ Medici war der Vermittler der Ehe, da er Faenza gegen die Eroberungsambitionen von Girolamo Riario absichern wollte. Das Ehebündnis schien zunächst das von der Liga erhoffte Ergebnis zu bringen. Im August 1482 nahm er mit Giovanni Bentivoglio an der Belagerung von Forli teil um die Herrschaft der Ordelaffi wiederherzustellen. Galeotto beschloss die Beziehung zu seiner Geliebten Cassandra Pavoni fortzusetzen und holte sie heimlich nach Faenza.
Die Beziehungen zu seinem Schwiegervater waren, auch wegen der Nichtzahlung der letzten Rate von Francescas Mitgift, seit einiger Zeit angespannt. In einer Nacht Mitte März 1487 überfiel Bentivoglio Faenza und brachte seine Tochter und seinen Enkel Astorre nach Bologna. Lorenzo de’ Medici setzte alles daran, dass seine Frau nach Faenza zurückkehrt um mögliche Konflikte in der Romagna zu vermeiden. Er ließ Pavoni aus Faenza vertreiben, sodass Francesca und ihr Sohn im September in die Stadt zurückkehren konnten.
Galeotto wurde am 31. Mai 1488, etwa einen Monat nach der Ermordung des Grafen Girolamo Riario, von seiner Frau aus Eifersucht und mit Unterstützung einiger Verschwörer getötet. Die Verschwörung war das Ergebnis eines seit langem bestehenden Plans, der im Geheimen von Giovanni Bentivoglio ausgeheckt worden war, und darauf abzielte Faenza durch seine Tochter zu regieren. Seine Gattin übernahm als Vormund für den minderjährigen Sohn die Herrschaft über die Stadt.

## Nachkommen
Aus der Ehe mit Francesca Bentivoglio ging ein Sohn, Astorre III. (1485–1502), zukünftiger Herr von Faenza, hervor.
Die drei unehelichen Kinder von Cassandra Pavoni waren:
- Scipione (1473–1493), Geistlicher
- Giovanni Evangelista (1482–1502), Kastellan
- Francesco, später Astorre IV. (1470–1509), Condottiere und letzter Herr von Faenza